# 91-ша авіапольова дивізія (Третій Рейх)
91-ша авіапольова дивізія (Третій Рейх) (нім. 91. Luftlande-Infanterie-Division) — піхотна дивізія Вермахту за часів Другої світової війни.

## Історія
91-ша авіапольова дивізія була створена 15 січня 1944 року в ході 25-ї хвилі мобілізації Вермахту.

## Райони бойових дій
- Франція (січень — серпень 1944);

## Командування

### Командири
- генерал-лейтенант Бруно Ортнер (нім. Bruno Ortner) (15 січня — 26 квітня 1944);
- генерал-лейтенант Вільгельм Фаллей (нім. Wilhelm Falley) (26 квітня — 6 червня 1944, загиблий у бою[1]);
- генерал-майор Бернгард Клостеркемпер (нім. Bernhard Klosterkemper) (6 — 10 червня 1944);
- генерал-лейтенант Ойген Кеніг (нім. Eugen König) (10 червня — 10 серпня 1944).